# Amaliai

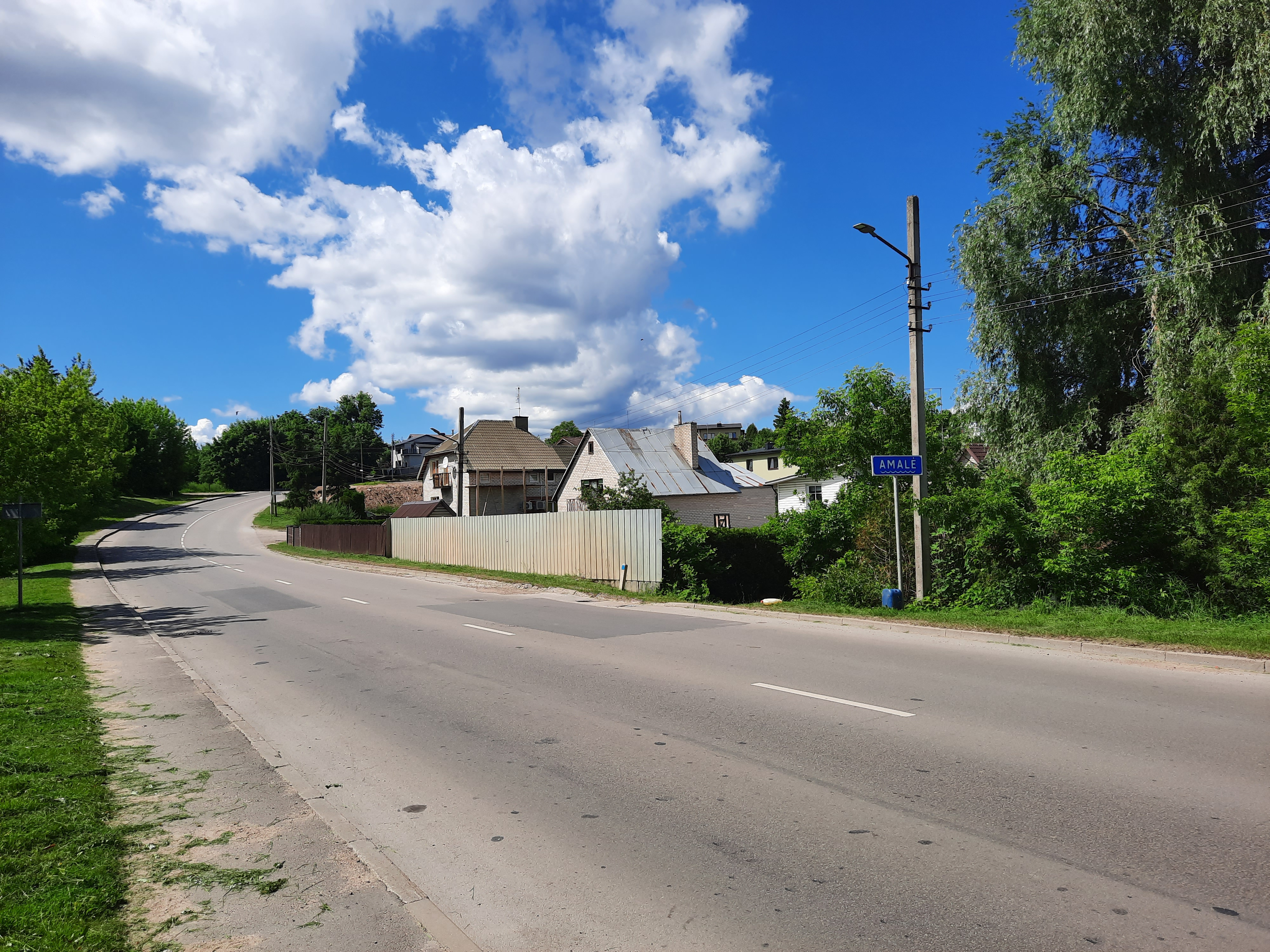
Amaliai beim Bach Amalė

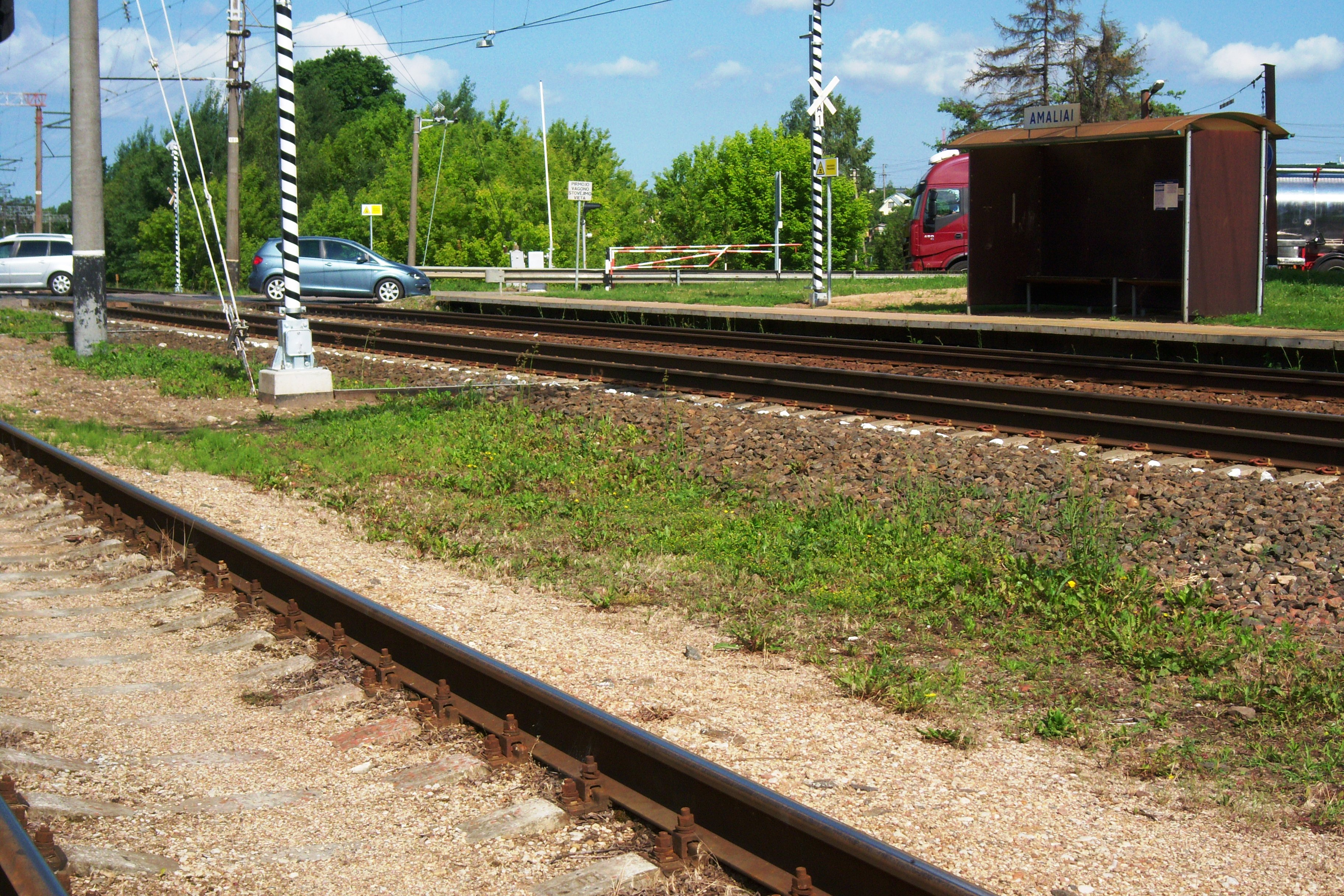
Bahnstation

Amaliai ist ein Stadtgebiet im Amtsbezirk Petrašiūnai der zweitgrößten litauischen Stadt Kaunas.

## Lage
Amaliai ist ein Stadtteil der Stadtgemeinde Kaunas nordöstlich des Stadtzentrums, nördlich der Eisenbahnlinie Kaunas-Vilnius, die ihn vom Industriegebiet Petrašiūnai trennt. Die Fläche von Amaliai beträgt 255 ha, von denen der größte Teil von Gemeinschaftsgärten eingenommen wird (Levintai, Romuva, Dainava, Serbenta, Amaliai). Die Eisenbahnlinie Vilnius-Kaunas verläuft durch das Gebiet. In Amaliai befindet sich eine ehemalige Bahnstation. Im Norden von Amaliai fließt die Amalė. Der Amaliai-Burghügel wird manchmal auch Vieškūnai-Hügel genannt.